# Hongseong-eup
Hongseong-eup (kor.: 홍성읍) ist eine rund 38.000 Einwohner zählende Stadt in der Provinz Chungcheongnam-do (충청남도) im Westen von Südkorea. Sie ist das Verwaltungszentrum des gleichnamigen Landkreises (Hongseong-gun).

## Sehenswürdigkeiten
- Hongjueup-song (홍주읍성), Burg und etwa 810 m lange Wallanlage von Hongju aus dem Jahre 1451 (erstes Regierungsjahr von König Munjong), Umbauten um 1870, Ausgrabungen in den Jahren 2007 bis 2009, heute als Parkanlage mit Überresten (u. a. südliches Tor Honghwamun, 홍화문, restauriert 2013)[1]

- Anhoedang (안회당), Gebäude des Verwaltungssitzes der Lokalregierung von Hongju aus dem Jahre 1678, erneuert und 1870 stark erweitert[2]

- Joyangmun (조양문), östliches und einziges erhaltenes Stadttor aus dem Jahre 1870, 1906 während antijapanischer Aufstände stark in Mitleidenschaft gezogen, seit 1975 Denkmal[3]

## Bilder

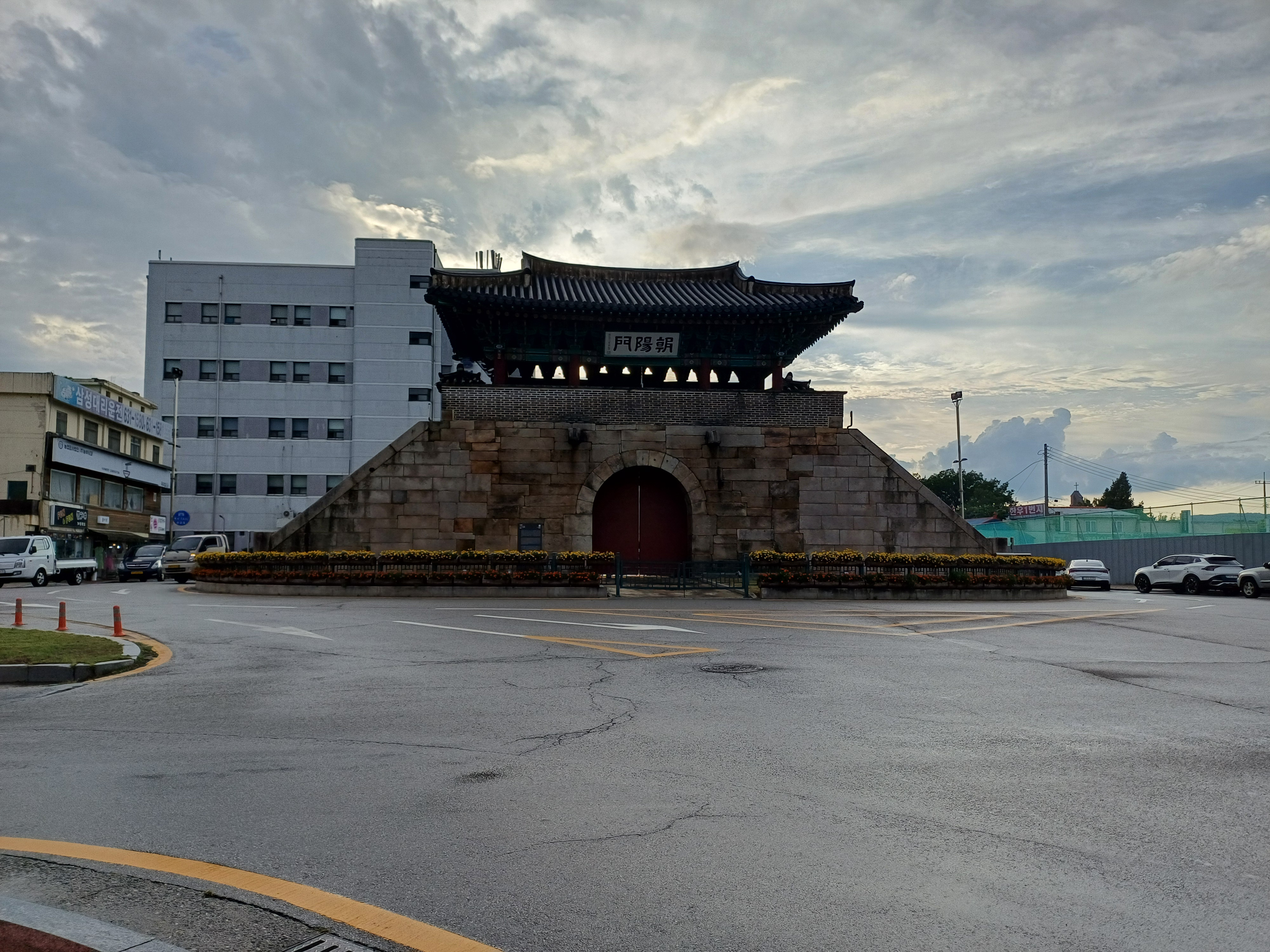
Joyangmun
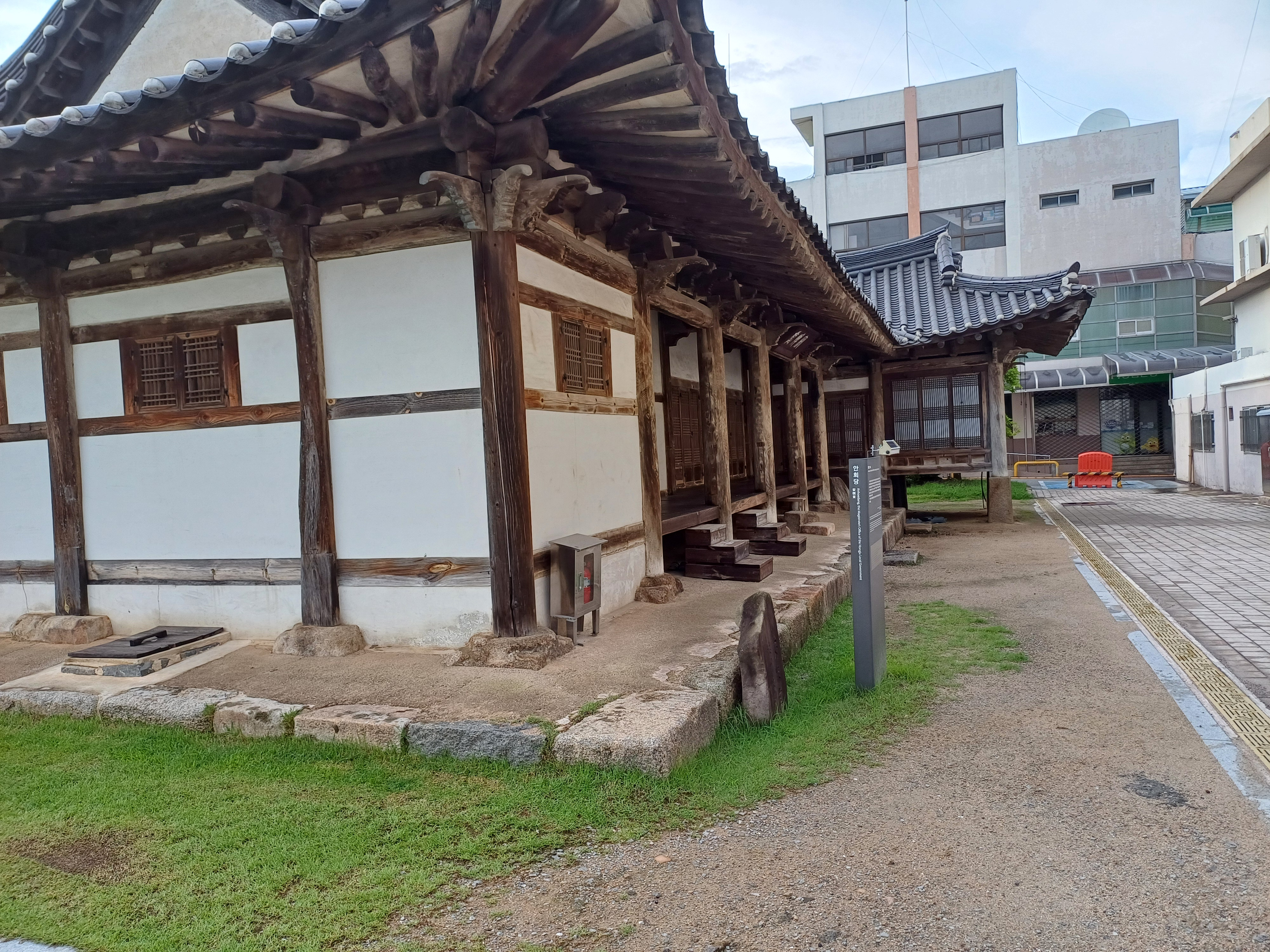
Anhoedang
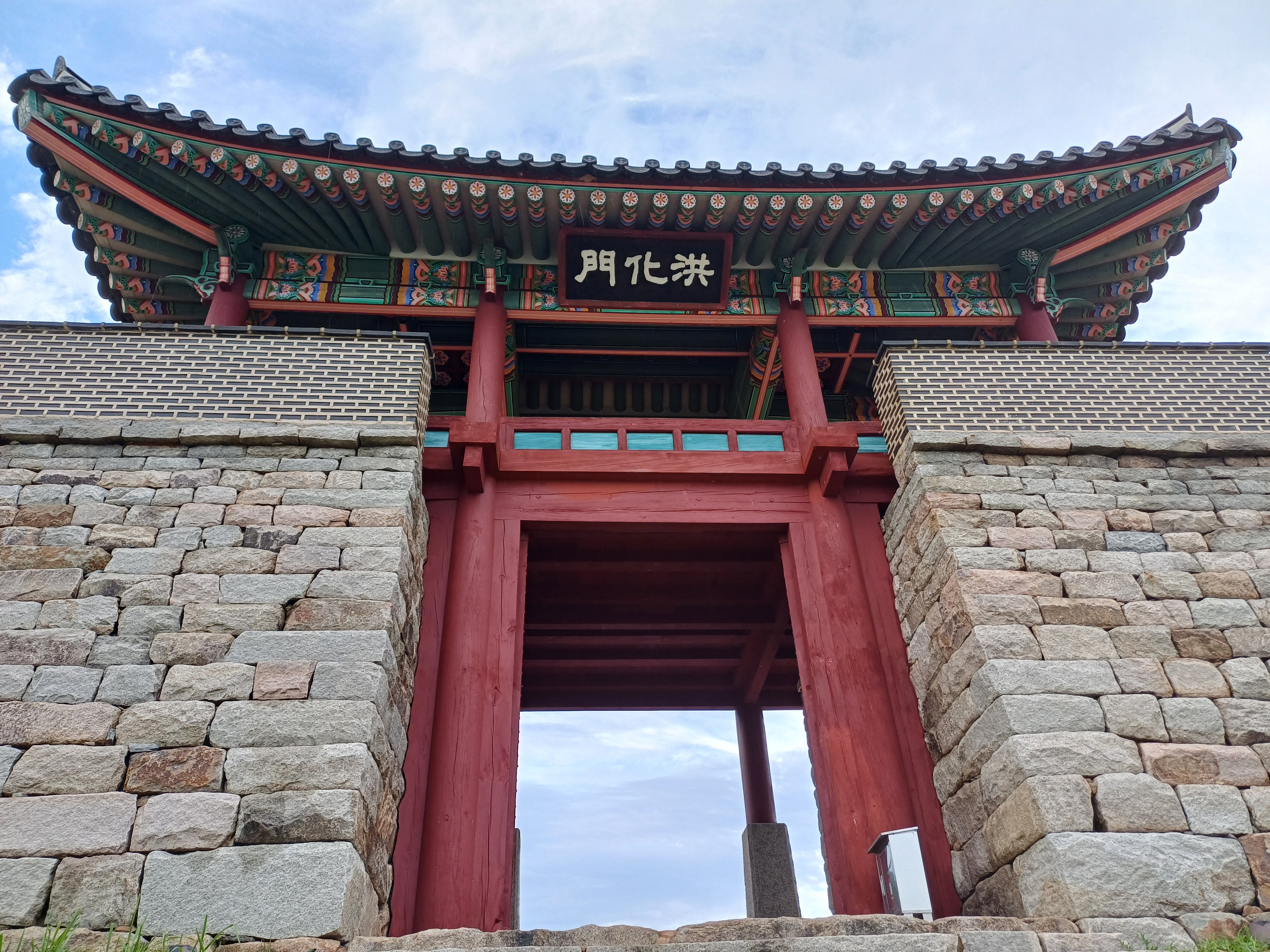
Honghwamun